# Photedes brevilinea
Photedes brevilinea là một loài bướm đêm trong họ Noctuidae.